# Абкайк – Рас-Танура
Абкайк – Рас-Танура (трубопровід для ЗВГ) – трубопровід на сході Саудівської Аравії, який здійснює транспортування зріджених вуглеводневих газів.
Ще у 1960-х роках найбільший в світі комплекс підготовки нафти в Абкайку доповнили газопереробними потужностями, які, зокрема, вилучають фракцію С3+. Подальшу роботу з нею організували на майданчику нафтопереробного заводу в Рас-Танура, де діють установки фракціонування.
Наразі вивіз доставка фракції  С3+ з Акайку до Рас-Танури відбувається за допомогою трубопроводів:
- Q-10, що став до ладу в 1974-му та прямує до трубопровідного вузла південніше від родовища Катіф (Qatif Junction). Він має довжину 69 км та виконаний в діаметрі 600 мм;
- QRT-10 довжиною 32 км та діаметром 750 мм, який ввели в дію у 1976-му на ділянці від трубопровідного вузла Катіф до Рас-Танури.